# Живот уживо
Живот уживо је дебитански студијски албум српске поп певачице Маје Беровић. Објављен је августа 2007. године за издавачку кућу Grand Production.

## Позадина
Са 19 година током 2006, Маја је потписала уговор са издавачком кућом Гранд продукција, чији су оснивачи Лепа Брена и Саша Поповић и удружила се са Грандовим главним текстописцем Марином Туцаковић и композитором и музичаром Александром Милић Милијем.
Убрзо након изласка албума, Беровићева је раздвојила путеве са Грандом. Током 2015. године је објаснила да су она и Грандов директор Саша Поповић имали различите идеје и да је срећна са њеном тренутном издавачком кућом, Сити рекордс.

## Синглови
„Џин и лимунада” био је једини сингл албума и уједно Мајин дебитански сингл. Приказан је убрзо пре званичног изласка Живота уживо у августу 2007. године.